# Heterooecium amplectens
Heterooecium amplectens is een mosdiertjessoort uit de familie van de Tendridae. De wetenschappelijke naam van de soort is, als Membranipora amplectens, voor het eerst geldig gepubliceerd in 1881 door Hincks.